# José Manuel Ríos Morales
José Manuel Ríos Morales (Armenia; 5 de febrero de 1970) es un político y empresario colombiano. Fue Alcalde de Armenia en el periodo 2020-2023.

## Biografía
Estudió Administración Financiera en la Universidad del Quindío, después realizó una especialización en gerencia en la Universidad Pontificia Bolivariana.
Comenzó su vida laboral siendo mensajero del Banco de Occidente de Armenia, después de varios años pasó a desempeñarse como gerente del mismo. Ha trabajado como gerente y subdirector tanto en empresas públicas como privadas; también en la Corporación Autónoma Regional del Quindío, Lotería del Quindío, Banco Colpatria, Apuestas Ochoa y Empresas Públicas de Armenia.

## Trayectoria política
En el año 2015, fue candidato en representación del partido de la U para la alcaldía de Armenia, pero perdió contra el candidato Carlos Mario Álvarez (Partido Liberal Colombiano) por una diferencia de 22 017 en votos. En 2019 inició el proceso como precandidato por el movimiento cívico-social “Unidos por la confianza”, con el cual buscó conseguir cien mil firmas para hacer oficial su candidatura. A unos días para el cierre de inscripciones, logró el respaldo de Comité Ejecutivo Nacional del Movimiento Alternativo Indígena y Social (MAIS) con el cual consiguió la candidatura.
Las elecciones para la alcaldía de Armenia se llevaron a cabo el domingo 27 de octubre de 2019, en las cuales, obtuvo 29 131 votos, equivalentes a un 24.34 % de los votos en total.